# Snake City North
Snake City North är ett musikalbum från 2005 av den svenska jazzkvartetten Jonas Kullhammar Quartet. Albumet är Jonas Kullhammar Quartets fjärde.
Jonas Kullhammar producerade albumet själv och gav ut den på egna etiketten Moserobie. Norrbotten Big Bands 13 blåsare förstärker på denna skiva kvartetten och skivan är inspelad i en studio på Musikhögskolan i Piteå. Arrangemangen är gjorda av gruppens pianist Torbjörn Gulz utom spår 5 av Gulz/Kullhammar och spår 8 av JKQ/NBB.
Albumet blev Grammisnominerat och fick fin kritik.

## Låtlista
Låtarna är skrivna Jonas Kullhammar om inget annat anges.
1. Snake City East – 8:40
2. Kärleksvals – 8:11
3. Frippes blues – 7:22
4. Slow Drop (Torbjörn Gulz) – 10:21
5. Ruskitoonies McAroonies – 6:11
6. For X – 8:06
7. I sheriffens klor – 8:02
8. Bebopalulia – 3:51

## Medverkande
- Jonas Kullhammar Quartet
  - Jonas Kullhammar – tenorsax
  - Torbjörn Gulz – piano
  - Torbjörn Zetterberg – bas
  - Jonas Holgersson – trummor
- Norrbotten Big Band
  - Bo Strandberg, Magnus Ekholm, Tapio Maunuvaara – trumpet
  - Dan Johansson (solo spår 2, 5) – trumpet, flygelhorn
  - P-O Svanström, Magnus Puls, Peter Dahlgren (solo spår 3) – trombon
  - Björn Hängsel – bastrombon
  - Håkan Broström (solo spår 7) – alt- & sopransax
  - Jan Thelin – altsax, basklarinett
  - Mats Garberg – tenorsax
  - Bengt Ek – tenorsax, klarinett
  - Per Moberg – barytonsax, flöjt